# Buurman Bolle
Buurman Bolle was een Nederlandse kinderserie die oorspronkelijk werd uitgezonden van 1 oktober 1989 tot 24 december 1989 op de zondagochtenden door de VPRO. De serie was een onderdeel van een blok dat later Villa Achterwerk ging heten.

## Verhaal
Buurman Bolle woont op een pleintje ergens in Nederland. Het is een onhandige en soms ook kinderachtige man. Voor de andere bewoners van het pleintje en de kinderen uit de buurt kan hij soms heel vervelend zijn, al bedoelt hij het nooit slecht. Stiekem is hij verliefd op zijn buurvrouw, die in de serie steevast De moeder van de kinderen wordt genoemd. Als Bolle zijn buurvrouw ziet, wordt hij verlegen en begint hij te stotteren. Vaak weet hij niet meer uit te brengen dan: Mooi weertje hè, moeder van de kinderen. Hierbij neemt hij altijd zijn hoed af. In elke aflevering probeert hij op allerlei manieren indruk te maken op de buurvrouw maar telkens mislukt dit. In de laatste aflevering blijkt dat de buurvrouw ook verliefd is op buurman Bolle en trouwen ze. In elke aflevering is er ook een man die in bad zit op zijn balkon. Deze aanschouwt alles van bovenaf en bemoeit zich nooit ergens mee. Aan de kijkers laat hij altijd zijn afkeuring blijken over de gedragingen van buurman Bolle.

## Rolverdeling
| Personage              | Acteur/actrice  |
| ---------------------- | --------------- |
| Verteller              | Burny Bos       |
| Buurman Bolle          | Chris Bolczek   |
| Moeder van de kinderen | Anke Kranendonk |
| Man in de badkuip      | Frits Jansma    |
| Kinderen               | Nemo            |
| Kinderen               | Sarah           |
| Kinderen               | Sarra           |
| Kinderen               | Wendy           |
| Kinderen               | Germain         |
| Kinderen               | Ryan            |
| Kinderen               | Yannick         |
| Kinderen               | Nathalie        |
| Kinderen               | Romy            |
| Kinderen               | Jeff            |

## Afleveringen
| Aflevering | Titel          | Uitzenddatum     |
| ---------- | -------------- | ---------------- |
| 1          | Verstoppertje  | 1 oktober 1989   |
| 2          | Kat in de boom | 8 oktober 1989   |
| 3          | Verjaardag     | 15 oktober 1989  |
| 4          | Wedstrijdje    | 22 oktober 1989  |
| 5          | Bekeuring      | 29 oktober 1989  |
| 6          | Botsing        | 5 november 1989  |
| 7          | Ramen lappen   | 12 november 1989 |
| 8          | Barbecueën     | 19 november 1989 |
| 9          | Gearresteerd   | 26 november 1989 |
| 10         | Sinterklaas    | 3 december 1989  |
| 11         | Lekke band     | 10 december 1989 |
| 12         | Sneeuw         | 17 december 1989 |
| 13         | Feest          | 24 december 1989 |

## Trivia
- Van Buurman Bolle is in 1996 ook een boek verschenen met dezelfde titel als de serie. Dit boek is eveneens geschreven door Burny Bos.
- Anke Kranendonk is in het dagelijks leven kinderboekenschrijfster. Ze schreef meer dan 70 boeken.
- Buurman Bolle was het laatste programma dat Bos maakte voor de VPRO. Hierna vertrok hij naar de AVRO om daar diverse kinderprogramma's en -series te maken.
- Buurman Bolle werd in 1992, 1994 en 2001 herhaald. De laatste keer was dat in het blok Zapp Achteruit, waarin het nieuwe kinderblok van de NPO oude kinderprogramma's herhaalde.